# Xã Artesia, Quận Iroquois, Illinois
Xã Artesia (tiếng Anh: Artesia Township) là một xã thuộc quận Iroquois, tiểu bang Illinois, Hoa Kỳ. Năm 2010, dân số của xã này là 945 người.